# Trypanaresta valdesiana
Trypanaresta valdesiana är en tvåvingeart som beskrevs av Gandolfo och Allen L.Norrbom 1997. Trypanaresta valdesiana ingår i släktet Trypanaresta och familjen borrflugor. Inga underarter finns listade i Catalogue of Life.